# Фриних (стратег)
Фриних (др.-греч. Φρύνιχος; умер в 411 году до н. э., Афины) — афинский политический деятель и военачальник, участник Пелопоннесской войны. Командовал эскадрой в Ионии, стал одним из организаторов олигархического переворота в Афинах в 411 году до н. э. и лидером режима Четырёхсот. Был убит при неясных обстоятельствах накануне падения этого режима.

## Биография
Фриних, сын Стратонида, был гражданином Афин. Оратор Лисий приписывает ему низкое происхождение и утверждает, будто в молодости Фриних зарабатывал как сикофант (то есть профессиональный обвинитель), но это стандартное обвинение для той эпохи, не подкреплённое другими источниками. Первое упоминание о Фринихе относится к 422 году до н. э.: Аристофан в комедии «Осы» говорит о «компании Фриниха», пришедшей на пир к одному из главных героев пьесы — Филоклеону.
В начале 412 года до н. э. Фриних был избран одним из стратегов. Вместе с коллегами Скиронидом и Ономаклом и подкреплениями его направили на Самос, где стояли тогда основные силы афинского флота, действовавшие против Спарты в рамках Пелопоннесской войны. Объединённый флот напал на Милет. На помощь этому городу пришла сильная спартанская эскадра, и большинство афинских стратегов хотело дать бой врагу, но Фриних оказался категорически против. Он заявил, что вступать в сражение без уверенности в успехе — неоправданный риск; остальные с этим согласились, и афинский флот ушёл от Милета.
В это время во флоте появилось много сторонников изгнанника Алкивиада. Последний обещал афинянам устроить им союз с персами против Спарты в обмен на упразднение в городе демократии. Фриних, являясь сторонником олигархического строя, был в то же время врагом Алкивиада и выступил против этих планов. Он даже предупредил о переговорах между Алкивиадом, Афинами и персами спартанское командование. Это не возымело эффекта: сторонники Алкивиада в Афинах на время победили, и Фриних был отстранён от командования из-за обвинений в предательской сдаче врагу городов Иас и Аморг. Он вернулся в Афины. Там в начале 411 года до н. э. произошёл бескровный государственный переворот; народное собрание согласилось ограничить число полноправных граждан пятью тысячами, отменить плату за исполнение большинства магистратур и передать власть новому органу — Совету Четырёхсот. Возник олигархический режим, склонявшийся к заключению мира со Спартой и поэтому не пошедший на сближение с Алкивиадом. Организатором переворота и лидером Четырёхсот античные авторы называют Фриниха.
Новый режим оказался непрочным. Его не поддержал самосский флот, командиры которого оказались сторонниками демократии, а внутри Совета Четырёхсот началась борьба между двумя группировками: против радикального течения во главе с Фринихом, Писандром и Антифонтом выступили умеренные во главе с Фераменом. Фриних отправился с посольством в Спарту, чтобы заключить мир, но переговоры ни к чему не привели, а в Афинах к моменту его возвращения назрел политический кризис. «Четыреста» начали возведение укреплённого пункта Эетиония на входе в пирейскую гавань; они говорили, что эта крепость нужна для защиты, а оппозиционеры во главе с Фераменом были уверены, что цель прямо противоположная — получить возможность впустить спартанцев в Афины. Ещё до того, как дело дошло до уличных столкновений, на рынке, при стечении народа, Фриних был убит.
Подробности этого инцидента неясны. Согласно Фукидиду, убийцей был какой-то перипол (наёмный солдат из пограничных частей), оставшийся неизвестным; его сообщника, аргивянина, схватили и подвергли пытке, но он никого не выдал и сказал только, что «знает многих людей, которые собираются в доме начальника периполов и в других домах». Лисий сообщает, что Фриниха убили некие Фрасибул из Калидона и Аполлодор из Мегары, которые после этого смогли скрыться. Режим Четырёхсот вскоре был свергнут. Тело Фриниха, согласно одному из источников, было извлечено из могилы и выброшено за пределы Аттики, а дом умершего был разрушен. При демократическом строе многие пытались приписать себе убийство Фриниха, чтобы получить обещанную за это награду.

## Семья
Благодаря названию одной несохранившейся речи Лисия известно, что у Фриниха были жена и дочь, которые оказались в тяжёлом положении из-за конфискации семейного имущества при демократическом строе.